# Sandrino Castec
Sandrino Castec Martínez (* 18. Juni 1960 in Santiago de Chile; † 11. Dezember 2024 ebenda) war ein chilenischer Fußballspieler. Seine erfolgreichste Zeit erlebte der Stürmer bei Universidad de Chile, wo er 1979 chilenischer Pokalsieger wurde.

## Vereinskarriere
Sandrino Castec Martínez debütierte 1977 in der Primera División für Universidad de Chile. Der Bombardero, wie er auch genannt wurde, blieb bis 1984 beim Universitätsklub. Mit La U gewann er 1979 den chilenischen Pokal und 1980 die Liguilla um die Qualifikation für die Copa Libertadores 1981. Auch wenn sein Team in der Gruppenphase ausschied, erzielte Castec in vier internationalen Partien drei Tore. Nach seinem Wechsel 1984 zum Ligakonkurrenten Audax Italiano kehrte er 1986 wieder zu Universidad de Chile zurück. Seine 12 Saisontore verhalfen La U zum achten Tabellenplatz. 1987 sammelte Castec bei CD Cruz Azul in der Liga MX Auslandserfahrung. Nach seinem Wechsel zu CD Cobresal, für die er nur zwei Spiele absolvierte, kam er ein drittes Mal zu Universidad de Chile, das in die 2. Liga abgestiegen war. Seine Karriere beendete der Stürmer 1989 bei Deportes Valdivia.

## Nationalmannschaft
In der Nationalmannschaft Chiles kam Sandrino Castec erstmals am 18. September 1980 beim 2:2 im Freundschaftsspiel gegen Argentinien zum Einsatz. Er erzielte in der 66. Spielminute den 2:2-Ausgleichstreffer für sein Land. Sein erstes Pflichtspiel für Chile endete in der WM-Qualifikation 1982 mit einem 1:0-Erfolg. Chile qualifizierte sich für das Turnier, doch Castec wurde aufgrund einer Verletzung nicht in den WM-Kader berufen. Nach dem Spiel in der Copa Juan Pinto Durán 1981 gegen Peru, das sein Team 2:1 gewann, absolvierte der Stürmer sein letztes Länderspiel erneut gegen Argentinien, das wieder 2:2 endete. In seinen 7 Länderspielen gewann Castec 5 Spiele und verlor keine Partie.

## Erfolge
Universidad de Chile
- Chilenischer Pokalsieger: 1979